# 伞花龙吐珠
伞花龙吐珠（学名：Hedyotis corymbosa），又名定经草、珠仔草，为茜草科耳草属下的一个种。